# 田中歩 (アナウンサー)
田中 歩（たなか あゆみ）は、ジョイスタッフ所属のフリーアナウンサー、競馬ライター。

## 人物
茨城県出身。明治学院大学卒業。全日本空輸に入社し客室乗務員を経て、現職。
実父は日本中央競馬会美浦トレーニングセンター調教師（元騎手）の田中剛。父方の祖父は元プロボクサーの田中敏朗。

## 出演番組
- 多摩テレビ　地域密着！たまてばこ
- 土曜王国（2015年1月 - 2016年3月、茨城放送）
- スカパー!　南関東地方競馬チャンネル
- 東京MX　東京シティ競馬中継
- グリーンチャンネル　Go Racing!、海外競馬中継
- ウマきゅん（大井競馬場公式YouTubeチャンネル）- 不定期出演
- 川崎競馬スパーキングトークLIVE（川崎競馬場公式YouTubeチャンネル）- 重賞開催日

## 執筆
- スポーツ報知　「田中歩の馬と歩もう」